# NGC 319
NGC 319 est une vaste galaxie spirale intermédiaire située dans la constellation du Phénix. NGC 319 a été découverte par l'astronome britannique John Herschel en 1834.

## Caractéristiques
Sa vitesse par rapport au fond diffus cosmologique est de 6 736 ± 47 km/s, ce qui correspond à une distance de Hubble de 99,4 ± 7,0 Mpc (∼324 millions d'al).

## Paire de galaxies
NGC 319 et NGC 322  forment une paire de galaxies.